# Martigny
Martigny (niem. Martinach) – miasto i gmina (commune) w południowej Szwajcarii, w kantonie Valais, siedziba administracyjna okręgu (district) Martigny. Leży przy ujściu rzeki Dranse do Rodanu, ok. 10 km od granicy francusko-szwajcarskiej. Odbywają się tutaj walki krów. 1 stycznia 2021 do miasta przyłączono gminę Charrat.

## Historia
Miasto istniało już w czasach rzymskich, nosząc wówczas nazwę Octodurum. Wykopaliska odkryły liczne pamiątki z tego okresu, m.in. pozostałości amfiteatru, łaźni, świątyń i domów mieszkalnych. W późnym średniowieczu miejscowośc stała się ważnym węzłem szlaków, wiodących ku wysokim przełęczom alpejskim: Simplon, Wielkiej Przełęczy Świętego Bernarda i przełęczy Forclaz.

## Demografia
W Martigny mieszkają 20 974 osoby. W 2022 roku 30,3% populacji gminy stanowiły osoby urodzone poza Szwajcarią. Przeważająca część mieszkańców (85,1%) jest francuskojęzyczna.

## Zabytki i kultura
Obiekty o znaczeniu historycznym i kulturowym, godne uwagi, to m.in.:
- Kościół katolicki Notre-Dame des Champs - parafialny, z XVII w. z neogotycką wieżą wysokości 50 m;
- Kaplica Notre-Dame de Compassion na lewym brzegu Dranse z XVII w.;
- Zamek Château de la Bâtiaz z charakterystyczną walcową wieżą, na skalistym wzgórzu nad rzeką Dranse;
- Pont de la Bâtiaz - drewniany, kryty most nad rzeką Dranse, ostatni tego typu w całym kantonie Valais;
- Grand’Maison - najsłynniejszy dom zajezdny w mieście, pierwotnie z XVI w. (obecnie przebudowany), w którym w XVIII-XIX w. gościło wiele wybitnych postaci świata polityki, nauki i sztuki;
- Ratusz (fr. l’Hôtel de Ville) z XIX w. z imponującymi witrażami z 1949 r.;
- Maison Supersaxo - jeden z najstarszych domów w mieście, sięgający swą historią XV w.

W Martigny działa fundacja Fondation Gianadda, do której należy muzeum galo-rzymskie (Gallo-Römische Museum), wystawa pojazdów zabytkowych z lat 1897-1939 oraz galeria sztuki.

## Współpraca
Miejscowość partnerska:
- Sursee, Lucerna

## Transport
Przez teren miasta przebiegają autostrady A9 i A21 oraz drogi główne nr 9, nr 21 i nr 203.
W mieście znajduje się stacja kolejowa Martigny na jednej z najważniejszych linii kolejowych Szwajcarii, wiodącej od brzegów Jeziora Genewskiego w górę doliny Rodanu, w tym ku tunelowi simplońskiemu.

## Sport
- HC Martigny – klub hokeja na lodzie (od 1939 do 2008)
- HC Red Ice – klub hokeja na lodzie (od 2008 do 2018)
- HC Valais-Chablais – klub hokeja na lodzie (od 2018)